# 森特維爾 (喬治亞州查爾頓縣)
森特維爾（英語：Centerville）是位於美國喬治亞州查爾頓縣的一個鬼鎮。由於此地已於南北戰爭時期被荒廢，本地已無人居住。

## 地理
森特維爾的座標為30°50′35″N 81°58′07″W / 30.84306°N 81.96861°W，而該地的平均海拔高度為10米（即33英尺）。